# 江ノ島鎌倉観光300形電車
江ノ島鎌倉観光300形電車（えのしまかまくらかんこう300がたでんしゃ）は、江ノ島鎌倉観光（現・江ノ島電鉄）の電車。

## 概要
江ノ島鎌倉観光（現江ノ島電鉄）は、開業から1945年までは軌道法に基づく軌道線であったが、同年に地方鉄道法に基づく鉄道線に変更されているという経緯があり、そのため、使用される機材は1929年以降はボギー式電車も使用されるようになっていたがいずれも路面電車形態のものであった。1950年代に入った後も、多客時に実施されていた特殊続行運転が定時運行を妨げていたほか、日坂駅（現・鎌倉高校前駅）が併用軌道上にあったため各駅ともプラットホームの高さが低く、各車とも乗降扉はステップ付のままであり、地方鉄道法適用の要件でもあった併用軌道の解消も課題となっていた。
そのため、同社は1953年に鉄道の近代化のための「改善3か年計画」を制定し、これを同年より実行に移している。この計画に基づき、腰越-七里ヶ浜間の併用軌道の専用軌道化、これに伴うプラットホームの嵩上げと車両の乗降用ステップの解消、車両の連結もしくは連接化での1車両あたりの輸送力増による特殊続行運転の削減とそのための変電所容量の増強、電気連動式信号機の新設による保安度向上などが実施されている。
この計画に伴い導入された2車体連接車の電車が本項で記述する300形および初代500形であり、2018年現在連接車に統一されている同社にあってその嚆矢となった300形はプラットホーム嵩上げ工事終了後の1956年から1968年にかけて301-306編成の計6編成12両が導入されている。本形式は、台車のみ流用した新造車である初代500形に対し、従来から使用されてきた自社や都電、西武鉄道などの路面電車タイプの直接制御・単行専用半鋼製ボギー車や京王帝都電鉄（現・京王電鉄）の木造車の台枠をベースとして連接車とした改造車となっている。
本形式の特徴である連接構造については、1955年に仙台市交通局が導入したモハ300形改造連接車などの実績を参考に曲線の多い江ノ島鎌倉観光線での運行上の利点の多い連接車の導入が研究され、導入に至っているものであるが、一方で連接車よりも改造費が3割ほど安価な連結車との比較や連接車の先行試作的な要素を含め本形式の導入に先立ち、1956年1月1日より連結車である200形が導入されている。この200形201編成と、本形式の最初の編成で、1956年4月8日より運行を開始した300形301編成の比較において、急曲線に対する連接車の優位性が確認されたほか、台車が1基少ない分の3tの軽量化とそれに伴う使用電力量の節減が可能となるなどの効果もあり、並行して継続されていた研究の結果もあわせ、1955年秋より開発が進んでいた新造車（後の初代500形）も連接車となることとなったほか、300形の増備も進められることとなっている。これにより、1957年4月3日には302・303編成と500形502編成の修祓式が揃って行われ、同年4月5日に302編成が、翌4月6日に303編成の運行が開始されている。その後500形の導入費用は300形の改造費用の約2倍と嵩んでいたことから同形式の導入は502編成で打ち切られて本形式の導入が継続されたが、車体が種車のものをそのまま改造する方式から、台枠を流用して新造に近い車体とする方式に変更となった304編成が1958年4月13日に、さらに台車も新造とした305編成が1960年6月1日に運行に使用されるようになり、連接車7編成と連結車200形によって特殊続行運転の後続車を除く全列車の2両編成化がなされ、これをもって同鉄道の近代化はひとまず完了している。また、200形201編成についても連接車への改造が実施され1968年12月5日から運行が開始されている。
種車や改造手法がまちまちであったため、基本的に同一である302・303編成を除く他の4編成は異なる形態と経歴となっている。一方で、全車両が本形式への改造の際に総括制御可能な間接自動進段制御・電磁SME制動（非常管併設電磁弁付き三管式直通空気制動）に改造され、4両増結運転が開始時には本形式相互および初代500形と連結可能となっている。
その後も改造を繰り返し、本形式となった当初と後年とで大きく形態を変えている部分も少なくない。303・304編成および2020年現在も運用されている305編成は、冷房装置の搭載や室内更新、駆動系の高性能化など近代化改造を実施しており、1000形以降の各形式とも相互連結可能となっている。
近代化された同社車両陣の一端を支える存在である一方で、「いかにも江ノ電らしい車両」としてメディアへの露出も多い。徹底的な更新が行われているものの、車歴的には1950年代(台枠は1920年代)の製造ということで首都圏の通常運用している鉄道車両の中では最古参の部類に属する。

## 現有車

### 305編成 (305-355)

#### 概要

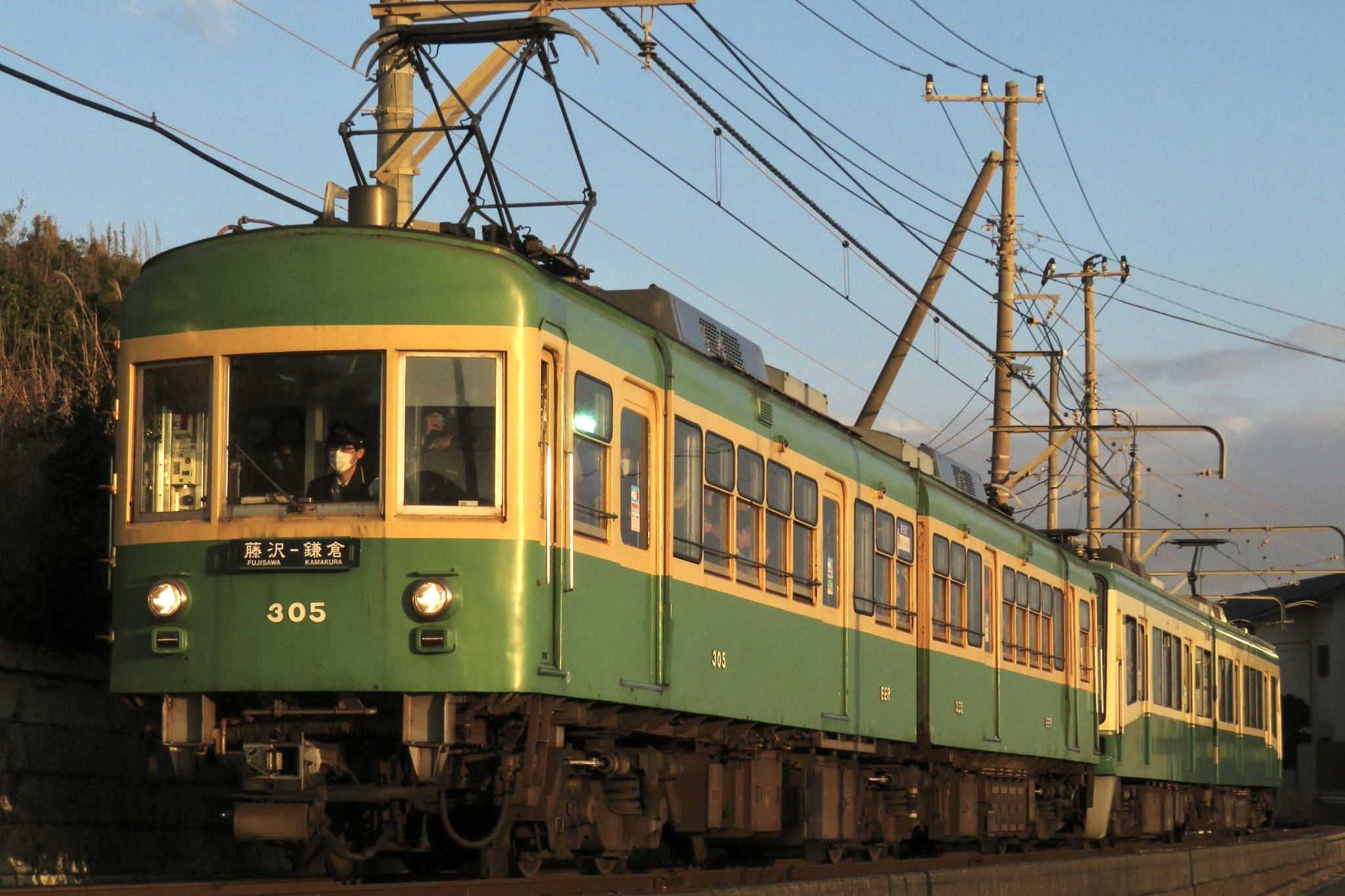
305編成 （2019年12月31日）
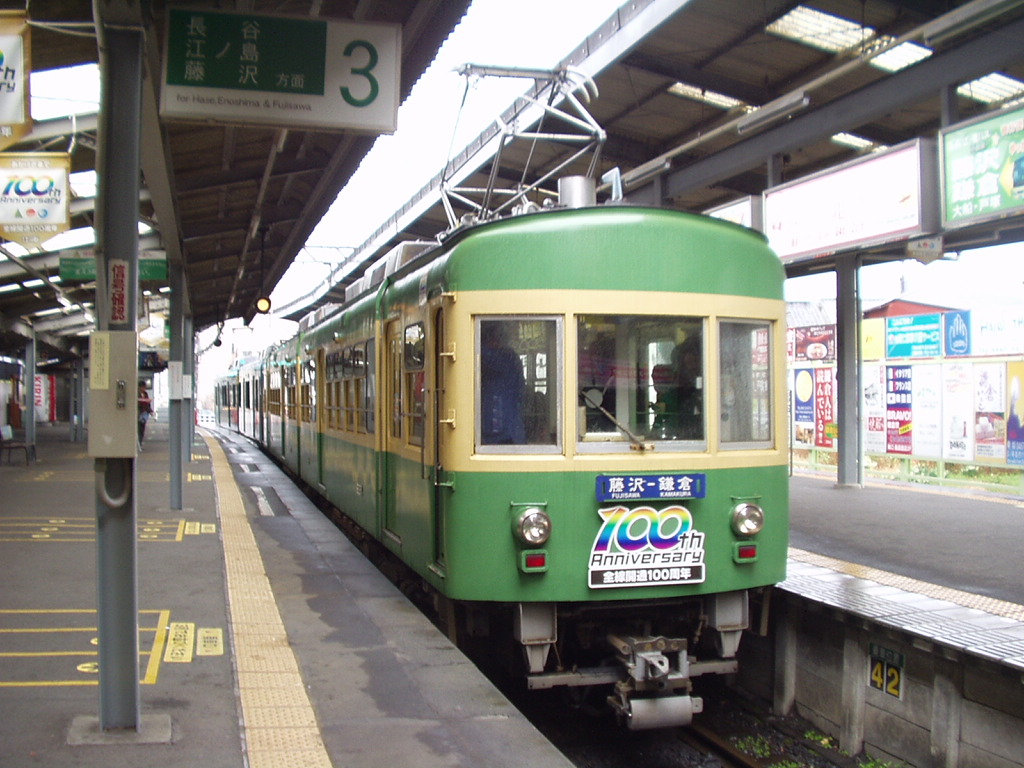
全線開通100周年ヘッドマーク付 （2010年9月9日 鎌倉駅）
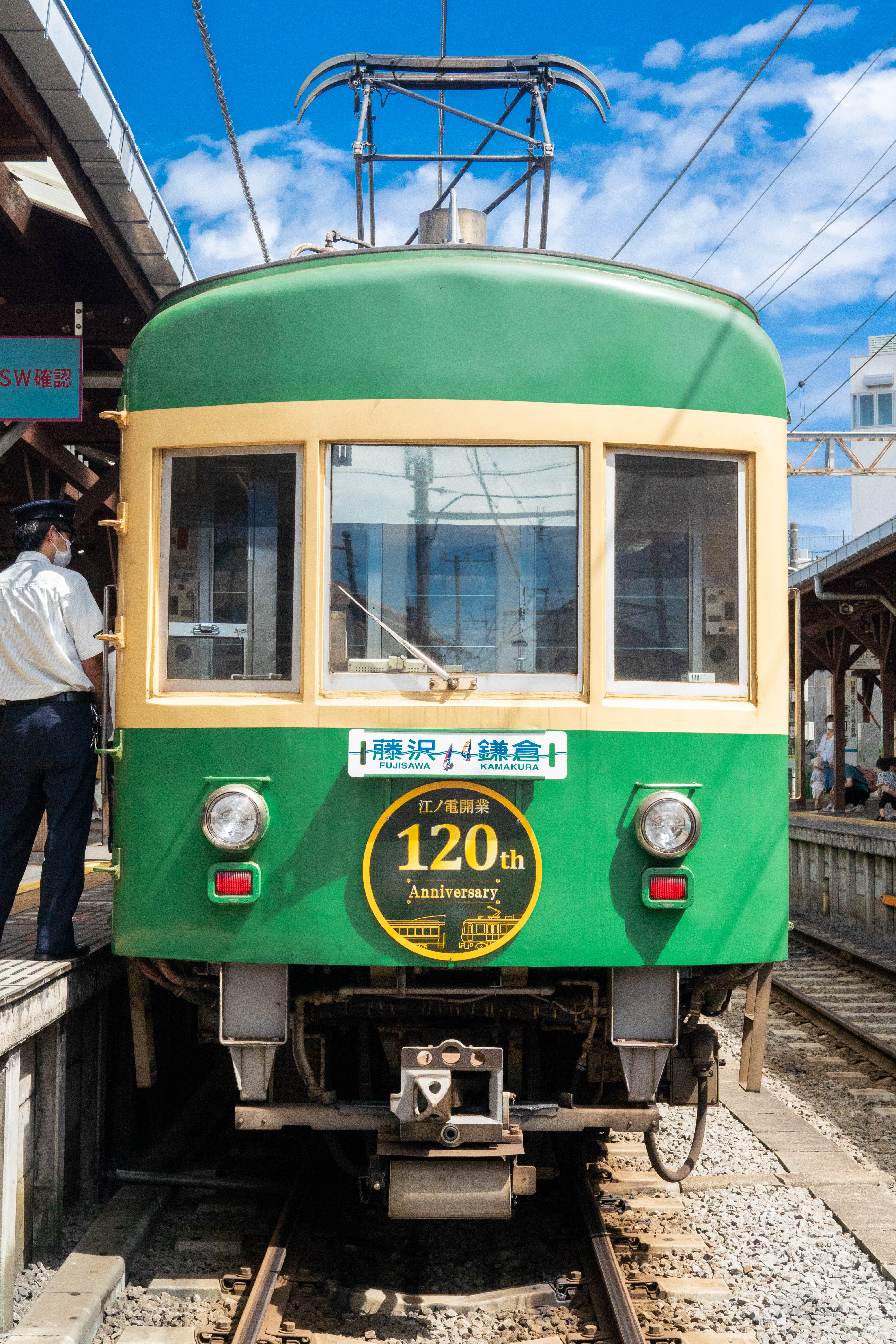
開業120周年ヘッドマーク付 （2022年8月11日 江ノ島駅）
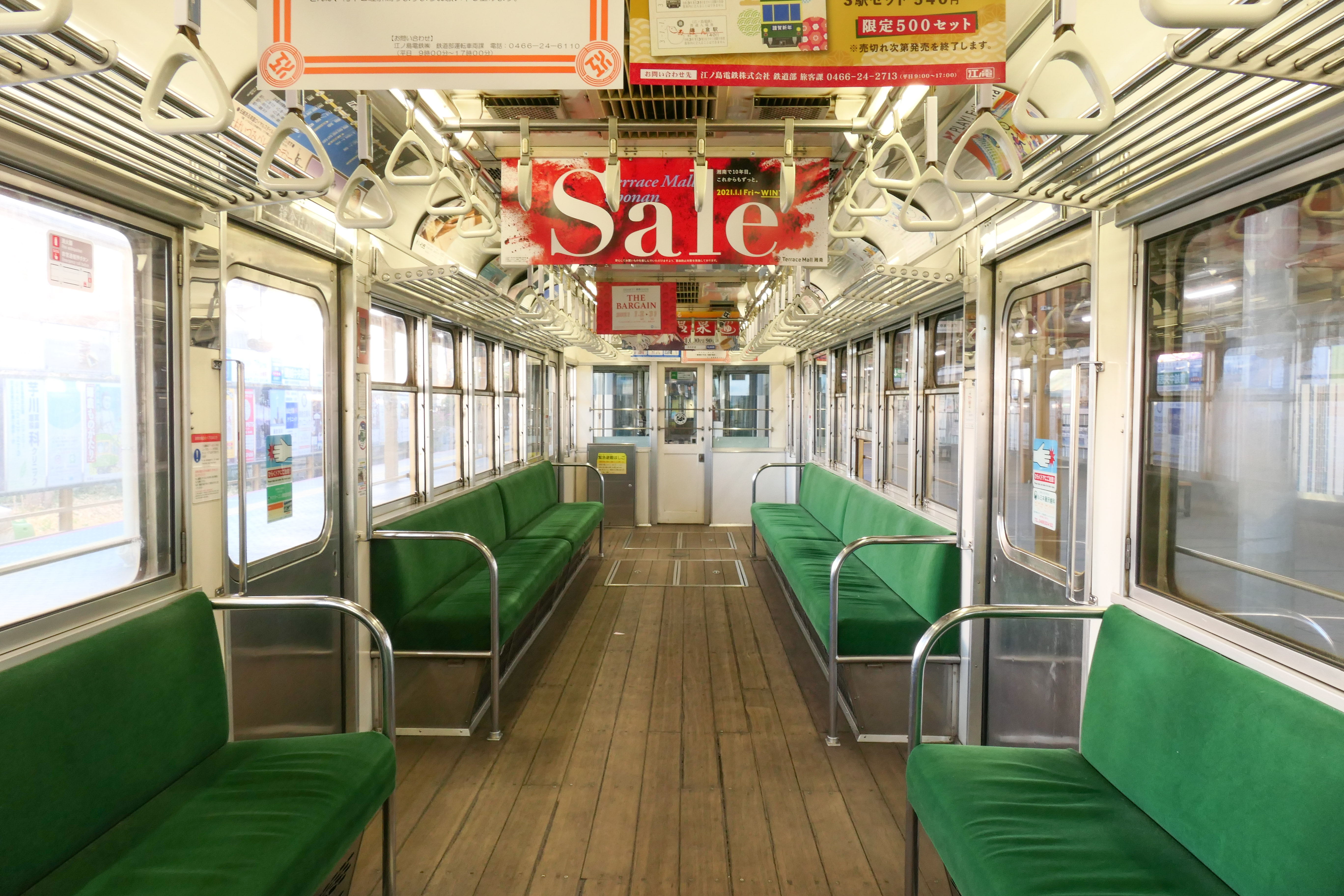
305編成の車内 （2020年12月31日 鎌倉駅）

1960年（昭和35年）に製造され、同年4月22日に入線、4月27日に公式試運転を実施して6月1日に営業運転を開始した。京王デハ2000形（初代）（旧玉南電気鉄道1形）の台枠を使用したため完全な新車ではないが、その他は新製したため、300形では唯一新造車といえる編成である。なお、運輸省の通達を受け、この編成から鎌倉方が50番台の車両番号となって305-355号車となっており、2両が同一の番号であった301・302・303・304編成と500形も1960年に同様の改番を行っている。

#### 車体・走行装置
車体は東横車輛工業（現・東急テクノシステム）で新製されたもので、304編成のデザインを基本にした。前面の窓を大きくし、側面は当時流行のバス窓構造を取り入れ、ウィンドウ・シル/ヘッダーを省略するなど、300形の中では最も近代的なスタイルになっている。車体幅は2400mmで、台枠の側面に長土台承を張出させてその上に車体を乗せる木造車同様の構造となっており、腰高の印象を受ける。前面窓は中央窓が広い3枚窓構成で、各窓ともトロリーポール操作のため木製枠の下降窓となっていた。前照灯は304編成と同様に正面窓の上部に1基埋め込み式に設置され、正面の下部左右には角型の尾灯が、中央には縦長の行先表示板差しが設置されている。側面は窓扉配置d1D5D3で、乗降扉は幅920mmの片引戸、窓は戸袋窓はHゴム支持の1枚窓で幅770 mm、高さ880 mm、その他が上段がHゴム支持の固定式、下段がアルミ枠の上昇式の通称バス窓で幅800 mm、高さ880 mmのものとなっている。
室内は乗降扉間と連結面寄にそれぞれ長さ4280 mm、2534 mmのロングシートを配置しており、座席定員は編成で72名、立席定員は78名である。また、運転室は中央部に運転台が設置された奥行810 mmのもので、乗務員室扉は設置されていたものの、運転室と客室の間は中央部にＨ棒仕切りが設置されるのみとなっている。
屋根上には両編成端に集電用のトロリーポールが、その他の部分に通風器が配置されるほか、製造当初は連結面寄には車外スピーカーが設置されていた。
編成両端の連結器は他の編成と同じ小型の密着自動連結器であるが、304編成に引続き、輸送力増強のための連接車同士の重連運転の準備として正面に電気連結器の栓受と空気ホースを設置しており、305編成は正面車体裾部に向かって右側に空気ホース、左側に電気連結器の配置で、304編成とは左右逆となっている。
主制御器は304編成と同じく抵抗制御式で東洋電機製造製、直列5段・並列4段の電動カム軸式間接自動制御のES-158Bを一式搭載しており、主電動機は定格電圧300V 、出力48.5kWの東洋電機製造製TDK-31SM直流直巻整流子電動機を前後の台車に各2基ずつ計4基搭載し、駆動装置の歯車比を3.37として定格牽引力は18.8 kN、定格速度は36.0 km/hとなっている。また、ブレーキ装置は非常管併設電磁弁付き三管式直通空気制動の電磁SME制動、電動空気圧縮機はDH-16を2基搭載している。
台車は枕ばねにエリゴばねと称されるゴムで被覆した直径18 mmの線材を用いたコイルばねを用い、軸バネは軸箱を防振ゴムで囲んだもの、台車枠は側梁を固定せず、その柔軟性によって車両の振動を吸収する構造の新造台車である東急車輛製造製のTS418（編成端・電動台車）とTS419（連接・付随台車）を装備している。固定軸距は両形式とも1500 mmで、主電動機は動輪の外側にバー・サスペンション式の吊り掛け駆動方式で装荷されている。

#### 運行開始後

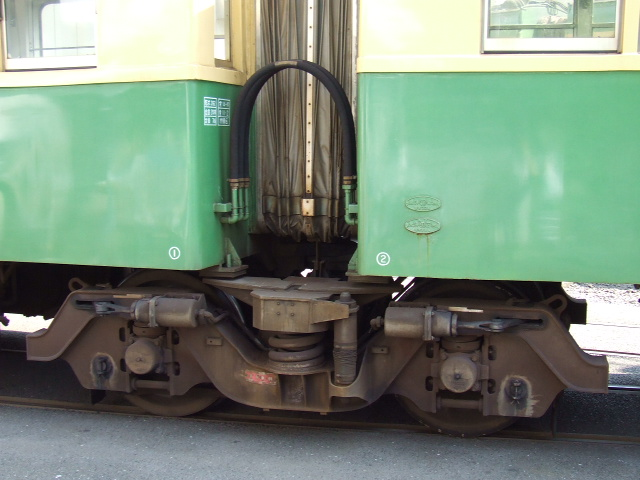
1992年に交換された303編成のTS-838連接台車、2007年

運行開始後にもさまざまな改造が実施されており、主なものは以下の通りとなっている。
集電装置の変更
本編成に当初使用されていたトロリーポールは、線路の分岐や曲線の通過時に離線防止のために車掌がこれを支えなければならないなど取扱上問題が多かったため、江ノ島鎌倉観光では1964年2月より順次トロリーポールから、1955年に主に路面電車用として開発されたZパンタグラフに換装している。305編成においても編成両端のトロリーポールを撤去し、藤沢方車端部にこれを1基搭載している。なお、同社では菱形パンタグラフ化を予定していたが、経済的な理由とトロリーポールからの換装の容易さを考慮して一旦はZパンタグラフとしたものである。その後、600形での菱形パンタグラフの使用実績に鑑み、1961年2月から1973年5月14日にかけて100形を除き菱形パンタグラフに換装しており、305編成についても鎌倉方車端部にPT52を1基搭載してしばらく運行をし、その後藤沢方のZパンタグラフもPT52に変更している。また、1980年代にはこれをPT4313-B-Mに再度換装している。
重連運転の開始と連結器の変更
305編成は304編成とともに重連運転を想定して電気連結器と連結ホースを装備していたが、プラットホームの延長などの準備が整わなかったため運行開始後しばらくは重連での運行は実施されず、連結ホースも撤去されていた。その後、1971年にはプラットホームの延長や重連運転開始により不足する車両の補充のための600形および800形の導入などの準備が整い、輸送力増強と保安度の向上のための特殊続行運転が同年6月20日に廃止され、翌6月21日から連接車2編成での重連運転が開始されている。
これに伴い305編成についても改めて連結器などの整備が行われており、簡易的な連結器は密着自動連結器から上吊式のNCB-6小型密着連結器に換装されている。この連結器は増結・解結時における電気連結器および空気ホースの脱着作業の容易化を図るため、胴受を連結器上部に設置した吊下形のもので、急曲線の通過に備え、電気連結器と連結ホースが連結器横部に併設されたものとなっている。
その後、連結作業の省力化のために1992年に製造された2000形2003編成の2053号車に試験的にD90密着連結器と96芯の電気連結器、自動解結装置、下受形の胴受を装備し、2002編成の2002号車を同様に改造して運用試験を実施している。この使用実績が良好であったため、1994年2月までに全編成が改造されており、305編成についても同様の改造が実施されている。なお、主制御装置およびブレーキ装置の違いにより、1000形以降の編成とは後述の主制御装置およびブレーキ装置の変更改造を実施するまでは連結することができず、従来通り300形、500形間での重連となっている。
駆動装置のカルダン式化と台車、主電動機の変更
江ノ島鎌倉観光では、1979年以降1000形および2000形を導入して旧型車を代替していたが、これに伴い代替対象とならなかった旧型車両と新造車の間で、旅客サービス・車両保守面での格差が顕在化し、支障をきたしていた。そのため、1989年から1992年にかけて300形、500形のうち当時代替対象外であった編成に対して台車および主電動機を1000形1501・1502編成で導入されていたカルダン式駆動装置に準じたものに更新する工事を実施している。
305編成では1989年に実施されたこの改造では、主電動機は1501・1502編成や2000形、10形、20形と同一で、定格は端子電圧300V時で電流195A、出力50kW、回転数1300rpmのTDK8005-Aに、駆動装置は同じくたわみ板中空軸平行カルダン駆動方式のKD110-A-Mに変更されており、これらはいずれも東洋電機製造製となっている。また、編成両端の動台車は1501・1502編成のTS-829（動台車）をベースに改良を加えたTS-837となっている。この台車は、300形の車体枕梁の形状に合わせて台車の枕梁形状が変更されているほか、縦ダンパを併用した枕バネは同じコイルバネながら3本並列のものから2本並列に簡略化して保守の容易化が図られた一方で横ダンパ2本を追加して乗り心地の向上を図っているものであり、その他はTS-829と同様で、台車枠は固定軸距を1650mmとした鋼板溶接構造、軸バネは合成ゴムブロックとコイルバネで軸箱支持方式は軸箱守式、基礎ブレーキ装置はブレーキシリンダが金属シリンダの片押式踏面ブレーキで合成制輪子・鋳鉄制輪子併用のものとなっている。一方で連接・付随台車は1501・1502編成では基礎ブレーキ装置にディスクブレーキを装備したTS-830であったが、305編成ではTS-837と同様の構造で踏面ブレーキを装備したTS-838としている。
冷房装置の搭載と車体更新
上記の台車、駆動装置、主電動機の変更と同じ1989年に冷房装置の搭載と車体更新工事が施工されている。300形303・304・305編成で実施された冷房装置の搭載においては、1000形と同じく、他社の路面電車車両等にも広く採用されている三菱電機製で容量24.4kWのCU77系のCU77AE1を採用している。このシステムは屋根上に搭載された冷房装置と冷房制御箱、床下に搭載された起動制御箱から構成されるもので、冷房制御箱には2系統のインバータが内蔵されており、定電圧・定周波数出力は室内送風機に、可変電圧・可変周波数出力は冷媒の圧縮機・室外送風機系統とも冷房不使用時には車両内の他の負荷にも出力可能なものとなっており、通常の冷房装置のような別途冷房用の補助電源装置の搭載が不要となっていることが特徴となっている。また、CU77系冷房装置は互換性を有したまま改良されながら長く生産されていることも特徴となっており、305編成も2011年に後継機種であるCU77CEに換装している。
また、冷房装置の搭載に伴う天井への風導の設置などをはじめとした内装の更新が実施されている。床は木製板張りのまま残されているが、2018年現在、鉄道車両で板張りの床を持つ営業車両は非常に珍しい。
主制御装置およびブレーキ装置の変更
1000形および2000形新造車両の導入を続けてきた江ノ島電鉄であるが、鉄道事業における輸送人員は1991年度を、営業収入は1992年度をピークに減少に転じており、1編成2億数千万円の設備投資となる新造車の導入は見送られていたが、利益確保のための省力化及び効率化によるさまざまな費用削減策が実施されることとなった。これにより、駅の改札口の自動改札化や自動放送化と並ぶ施策として、長年の懸案であった旧型、新型を問わない全車両相互間の連結運行を可能とすることで、列車運用と保守点検面での効率化を実施することとなった。
305編成では1998年に実施されたこの改造においては、主制御器を1000形1501・1502編成や2000形、10形、20形と同一で東洋電機製造製、電動カム軸制御式のACDF-M450-789A-M（直列11段、並列8段、弱め界磁2段、発電制動19段）に、ブレーキ装置を発電ブレーキ併用・電気指令式でE型中継弁を使用するナブコ（現ナブテスコ）製のHRD-1Dに変更している。なお、主幹制御器のワンハンドル化はスペースの関係で実施されず、ツーハンドルのまま新品に交換されている。
その他
1960年代中ごろには行先表示板が縦長のものから、500形502編成で採用された細長い横長のものに変更されている。また、2004年には天地寸法が若干広いものに再度交換されている。
同じく1960年代には雨樋が設置されている。なお、当初は藤沢方の305号車にのみ設置されていた。
1971年から1973年にかけて300形に乗務員室扉および客室仕切壁を設置する改造が実施されており、当初より乗務員扉を設置していた305編成についてもこの際に仕切壁を設置している。
1980年に前照灯が前面上部から下部左右に移設されてシールドビーム2灯化され、あわせて尾灯が下部に移設されているほか、補助電源装置として出力3kVAの静止型インバータであるCG145-Aが搭載されている。なお、補助電源装置は後に20形と同じ出力10kVAのRG-4032-A-Mに換装されている。車外スピーカも、この頃屋根上から車体側面に移設されている。
電動空気圧縮機は1994年頃までにDH-16から、1000形1101編成以降で採用されたHB-1200Sに換装されている。
広告塗装
1990年代の一時期に、青色とクリーム色の「青電」塗装になっている。2007年9月22日に303編成の運用が終了したことにより、現在唯一の現役旧型車であるとともに、唯一の江ノ電カラー（淡緑とクリームの在来標準色）塗装となっている。

## 旧在籍車

### 301編成 (301-351)

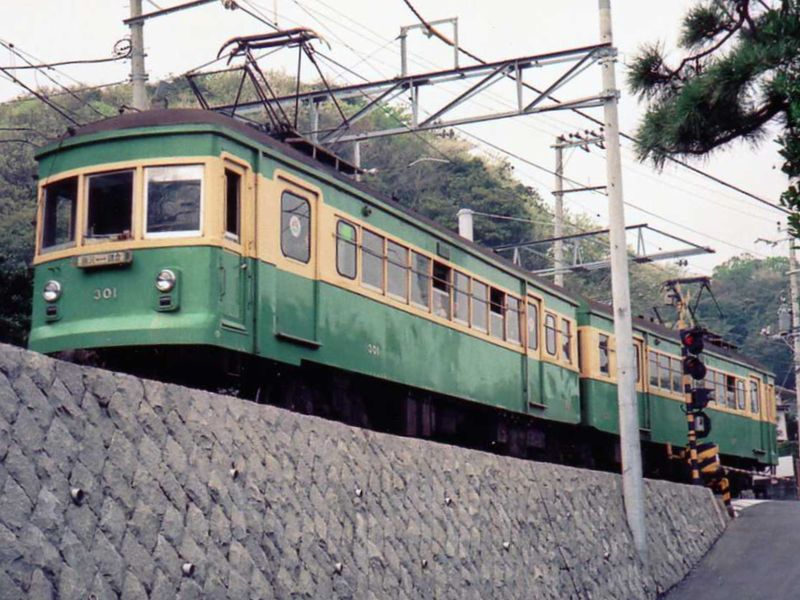
301編成、極楽寺 - 稲村ヶ崎間、1992年

#### 概要
1953年に王子電気軌道（現在の都電荒川線の前身）200形から承継した1927年田中車輛製の東京都電150形154・155(2代)号車の車体に都電杉並線261・262（旧・西武軌道41・42）号車の汽車会社製の台車を組み合わて1953年より使用されている113(2代)・114(2代)号車を1956年に東洋工機において改造した、江ノ電初の連接車である。側面はドア移設などその後の編成と同じような形態にされたが、前面の路面電車然としたバンパーは残され、鋼製車初期の車両特有の側面の狭い窓などが王子電気軌道時代からの面影を色濃く残しているほか、306編成も同じ王子電気軌道200形をルーツとする車体を使用しており、外観は類似のものとなっている。

#### 車体・走行装置
車体の改造は貫通化された連接面側に集中している。片側の車体端部は運転室を撤去して貫通路付の切妻式の連接側妻面とし、乗降扉自転車に気箇所分車体中央寄りに移設し、車端側に側窓1箇所を設けて窓扉配置が1D11D1から1D10D2となっている。また、この部分の台枠は低床式であったものから逆に、連接部分が客室中央部からスロープで若干高くなる構造に変更となって車体裾部も切れ上がった形状となり、その端部に端梁を設置して球面心皿と側受を取付けている。なお、車体のその他の部分は基本的に種車のままとなっている。
車体前面は各窓同じ幅でトロリーポール操作のため木製枠の下降窓となった3枚窓構成で、前照灯は正面上部の屋根上に1基が埋込み式に設置されており、正面下部にはバンパーが、その上部左右に丸型の尾灯が、中央には縦長の行先表示板差しが設置されている。側面は乗降扉は幅794mmで車体端側に引込まれる片引戸、窓は戸袋窓は幅596mmの木製枠の固定式、その他は幅634mm木枠の1段下降窓で外側には保護棒が設置されており、運転室横の窓は幅596mmの戸袋窓となっている。
室内は種車と同じく運転室側車体端の台枠・床面が低い低床式の構造となっており、この部分の床面高さはレール面上961mmで、高さ1015mmの客室部分とは54mmの差があってスロープで接続されており、低床部に設置された運転室側の乗降扉と、連接車化改造によって高床部に移設された連接面側の乗降扉は扉自体の高さは同一であるが設置位置（高さ）が異なるものとなっている。座席は乗降扉間と連結面寄にそれぞれ長さ5520mm、1633mmのロングシートを配置しており、座席定員は編成で68名、立席定員は82名である。また、運転室は中央部に運転台が設置された長さ1034mmのもので、運転室と客室の間は中央部に簡単な仕切りが設置されるのみとなっている。
屋根上には両編成端に集電用のトロリーポールが、その他の部分に小型のトルペード式の通風器が配置されている。また、編成両端の連結器は他の編成と同じ小型の密着自動連結器が設置されているが、導入当初は連結運転は実施されておらず、予備的なものであった。
主制御器は302・303・306編成や500形と同じ抵抗制御式、東洋電機製造製で直列7段・並列6段の電動カム軸式間接自動制御のES-251Aを搭載しており、主電動機は定格電圧600V 、出力42.3kWの東芝製SE-118B直流直巻整流子電動機を前後の台車に各1基ずつ、連接台車に2基の計4基搭載しているが、302編成以降以後の増備車は前後台車に各2台、連接台車は付随台車とする構成に変更となり、これの方式が現在の新500形に至るまで継承されている。結果、この面においては本車は異端となっている。駆動装置は歯車比を5.53として定格牽引力は22.7kN、定格速度は25.7km/hとなっている。また、ブレーキ装置は非常管併設電磁弁付き三管式通空気制動の電磁SME制動、電動空気圧縮機はCP-27を2基搭載している。
台車は種車の汽車会社製のボールドウィン系で板台枠のもので、中間の台車は連接化に伴い枕梁を改造しているが、その他は基本的に種車のまま使用している。枕バネは重ね板バネ、軸バネはコイルバネ、固定軸距は1473mm、車輪径は838mmで、主電動機は動輪の外側に吊り掛け駆動方式で装荷されている。

#### 運行開始後
運行開始後にもさまざまな改造が実施されているが、301編成は1980年代後半以降は将来の廃車対象となってその後の改良工事が実施されていない一方、301編成への改造時にあまり手が加えられておらず、車体その他の近代化改造が多岐にわたっている。なお、主なものは305編成に準じたものとなっており、詳細は同編成の各項を参照。
集電装置の変更
1964年2月から実施されたトロリーポールからZパンタグラフに換装に際し、301編成もトロリーポールを撤去して藤沢方車端部にこれを1基搭載している。その後、1961年2月から1973年5月14日にかけての100形を除くパンタグラフへの換装に際し、301編成も鎌倉方車端部にPT52を1基搭載してしばらく運行をし、その後藤沢方のZパンタグラフもPT52に変更している。また、1980年代にはこれをPT4313-B-Mに再度換装している。
重連運転の開始と連結器の変更
1971年6月21日からの連接車2編成での重連運転が開始に伴い、編成両端の連結器が簡易的な密着自動連結器から上吊式のNCB-6小型密着連結器に換装され、電気連結器と連結ホースが連結器横部に併設されたものとなっている。
その他
1959年には東急車輛製造にて台車の改造を実施しており、枕バネを重ね板バネからエリゴバネ2本に、軸受をメタル軸受からコロ軸受にそれぞれ変更し、台車形式がTS-408（端台車）、TS-409（連接台車）となっている。その後1971年に再度枕バネの改造を実施しており、エリゴバネからコイルバネ2本とオイルダンパ1本の組み合わせとなっている。
1960年代中ごろには行先表示板が縦長のものから、500形502編成で採用された細長い横長のものに変更されている。また、同時期にはウィンドウ・シルの型帯から平板への変更、前照灯の埋込み式から一般的な形状の外付け式のものへの変更、ウィンドウワイパーの設置、通風器のガーランド式への変更などの改造が行われている。
1971年から1973年にかけて300形に乗務員室扉および客室仕切壁を設置する改造が実施されており、301編成についてもこれを実施している。本編成ではこれに合わせて運転室後部の乗降扉を若干後部に移設し、開く方向も運転室側から客室側に変更となって側面の窓扉配置が1D10D2からdD9D2に変更になったほか、低床式であった編成端側の床面を嵩上げしており、乗降扉の設置高さも連結面寄りのものと同一となっている。
1970年代後半には車外スピーカーの設置が実施されている。また、1979年頃に前照灯が前面上部から下部左右に移設されてシールドビーム2灯化され、あわせて尾灯が角型のものに交換されてその下部に設置されているが、300形の他の編成では車体に直接設置されているものが301編成では前照灯と尾灯が角型の台座を介して設置されている。また、1981年頃には側面窓枠のアルミサッシ化や戸袋窓のHゴム支持化が、1987年頃にはウィンドウ・ヘッダーの撤去が実施されている。
301編成は根本的な近代化改造は施工されず、末期は明治製菓の広告車とされ、かつての納涼電車風の塗装となっていた。その後、2000形2003編成の代替で1992年に廃車となっている。なお、301編成の台車のうち、連接台車と思われる台車が極楽寺検車区で仮台車として使用されている。

### 302編成 (302-352) ・303編成 (303-353)

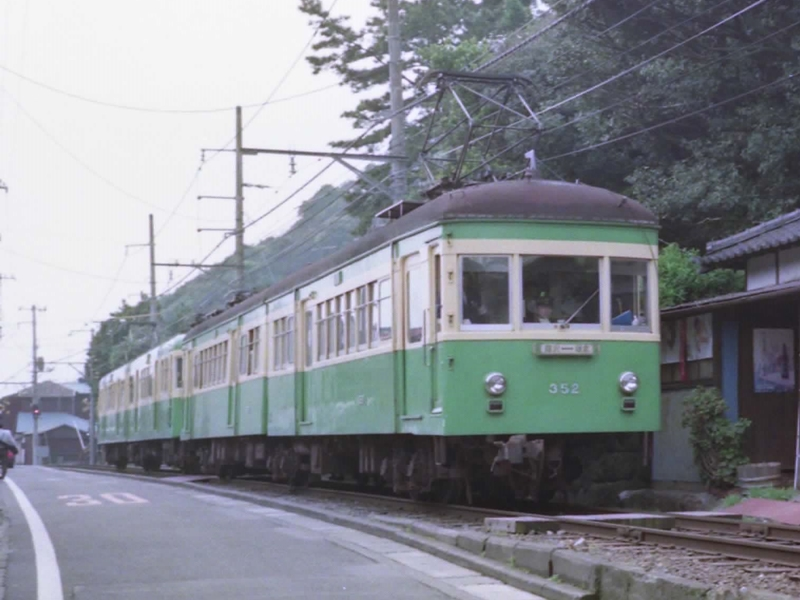
302編成、冷房装置搭載前の303編成もほぼ同じ外観、極楽寺 - 稲村ヶ崎間、1992年

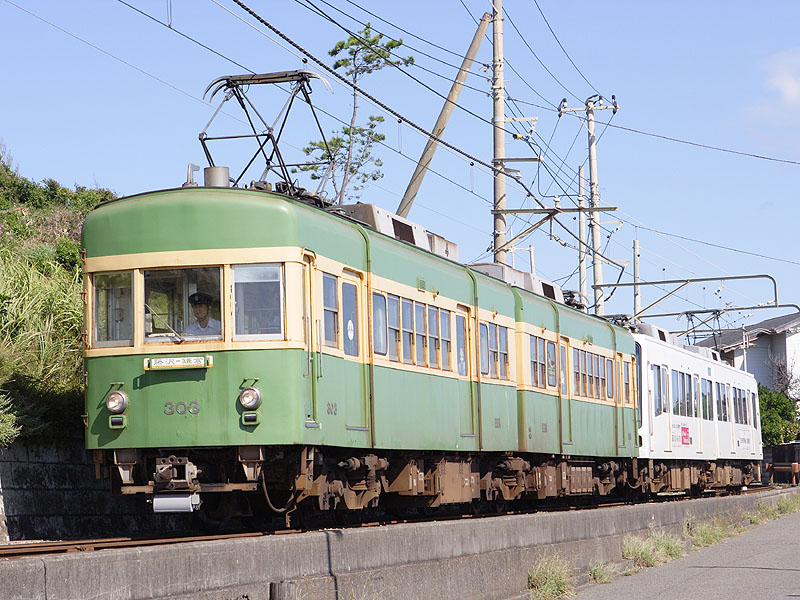
冷房装置搭載後の303編成、稲村ヶ崎 - 七里ヶ浜間、2005年9月14日

#### 概要
1957年に100形101-104号車の4両を東洋工機で2両2編成の連接車としたもので、この2編成は末期を除けばほぼ同一の仕様となっている。101・102号車が302編成に、103・104号車が303編成となり、書類上は同年4月2日付で102・104号車が廃車届出されたため101と103の車籍を継承した形になっている。101-104号車は1927年に雨宮製作所で4両85,040円で製造されて同年12月に入線し、その後1929年3月9日に使用認可されて4月より運行を開始した江ノ島電気鉄道初のボギー車であり、改造時点では1955年のホーム嵩上げに伴い乗降口のステップを嵩上げしていた。

#### 車体・走行装置
車体は301編成と同様に種車の車体をベースに改造しており、片側の車体端部は運転室を撤去して貫通路付の切妻式の連接側妻面としてその下部の台枠に端梁を設置し、ここに球面心皿と側受を取付けている。また、もう片側の端部は中央の正面窓の横幅を拡大するとともに、下部のバンパーを撤去して車体裾部を一直線としている。側面は乗降扉を種車の運転室内に引込む2枚引戸から客室側の戸袋内に引込む形態の1枚引戸に変更し、車体内のステップを撤去しているほか、運転室側の扉を後方に約200mm程度移設して運転室スペースを拡大し、連接側の扉を連接側車体端から3027mmの位置に移設している。一方で側面窓や幕板・側面中央部腰板のリベットや型帯などは基本的に種車のままとなっているほか、ウィンドウ・ヘッダーは種車においても設置されず、代わりに幕板が吹寄せ板に上から重ねられた形状となっているが、これは改造後もそのままとなっており、ウィンドウ・シルも存置されているが、こちらはリベットなしの平板の形状に変更されている。
車体前面は中央窓が幅広の3枚窓構成で各窓はトロリーポール操作のため木製枠の下降窓となっており、前照灯は正面上部の屋根上に1基が設置され、正面の下部左右には種車と同じ形態の丸型の尾灯が、中央には縦長の行先表示板差しが設置されている。側面は窓扉配置1D7D3で、乗降扉は幅920mmの片引戸、窓は戸袋窓は幅760mmの木製枠の固定式、その他は木枠の1段下降窓で客室のものは幅605mmで外側には保護棒が設置されており、運転室横のものは幅450mmとなっている。
室内は乗降扉間と連結面寄にそれぞれ長さ5040mm、2647mmのロングシートを配置しており、座席定員は編成で72名、立席定員は78名である。また、運転室は中央部に運転台が設置された長さ1218mmのもので、運転室と客室の間は中央部に簡単な仕切りが設置されるのみとなっている。
屋根上には両編成端に集電用のトロリーポールが、その他の部分にガーランド式の通風器が配置されている。また、編成両端の連結器は他の編成と同じ小型の密着自動連結器が設置されているが、導入当初は連結運転は実施されておらず、予備的なものであった。
主制御器は301・306編成や500形と同じ抵抗制御式、東洋電機製造製のES-251Aを搭載しており、主電動機は定格電圧600V 、出力37.3kWの三菱電機製MB-86B直流直巻整流子電動機を前後の台車に各2基ずつ計4基搭載し、駆動装置の歯車比を3.88として定格牽引力は20.9kN、定格速度は26.0km/hとなっている。また、ブレーキ装置は非常管併設電磁弁付き三管式通空気制動の電磁SME制動、電動空気圧縮機はDH-16を2基搭載している。
台車は種車の雨宮製作所製のボールドウィン系で板台枠のものを改造したもので、中間の付随台車を連接用に改造したほか、枕バネは重ね板バネからコイルバネ2本とオイルダンパの組合わせに変更しているが、その後の304編成と異なり軸受はメタル軸受のままとされている。固定軸距は1375mm、車輪径は762mmで、主電動機は動輪の外側に吊り掛け駆動方式で装荷されている。

#### 運行開始後
運行開始後にもさまざまな改造が実施されているが、302編成は1980年代後半以降は将来の廃車対象となってその後の改良工事が実施されておらず、以降303編成とは異なる外観となっている。なお、主なものは305編成に準じたものとなっており、詳細は同編成の各項を参照。
集電装置の変更（302・303編成）
1964年2月から実施されたトロリーポールからZパンタグラフに換装に際し、302・303編成も藤沢方車端部にこれを1基搭載しているが、302編成についてはしばらくの間、鎌倉方のトロリーポールが存置されている。その後、1961年2月から1973年5月14日にかけての100形を除くパンタグラフへの換装に際し、302編成も鎌倉方車端部にPT52を1基搭載してしばらく運行をし、その後藤沢方のZパンタグラフもPT52に変更している。また、1980年代にはこれをPT4313-B-Mに再度換装している。
重連運転の開始と連結器の変更（302・303編成）
1971年6月21日からの連接車2編成での重連運転が開始に伴い、編成両端の連結器が簡易的な密着自動連結器から上吊式のNCB-6小型密着連結器に換装され、電気連結器と連結ホースが連結器横部に併設されたものとなっている。
その後、連結作業の省力化のためのD90密着連結器と96芯の電気連結器、自動解結装置、下受形の胴受への換装は1994年2月までに実施されているが、302編成は廃車予定であったことから藤沢方の302号車のみに実施され、352号車は未改造となっている。また、303編成についても主制御装置およびブレーキ装置の違いにより、1000形以降の編成とは後述の主制御装置およびブレーキ装置の変更改造を実施するまでは連結することができず、従来通り300形、500形間での重連となっている。
駆動装置のカルダン式化と台車、主電動機の変更（303編成）
1989年から1992年にかけて300形、500形のうち当時代替対象外であった編成に対して実施された台車および主電動機の更新工事を303編成についても1992年に実施している。この改造では、主電動機は定格出力50kWのTDK8005-Aに、駆動装置は同じくたわみ板中空軸平行カルダン駆動方式のKD110-A-Mに変更されており、台車は1989年に改造された305編成と同じく編成両端の動台車はTS-837に、連接・付随台車はTS-838に変更されている。
冷房装置の搭載と車体更新（303編成）
上記の台車、駆動装置、主電動機の変更と同じ1992年に冷房装置の搭載と車体更新工事が施工されている。300形304・305編成で実施された冷房装置の搭載と同じく三菱電機製で容量24.4kWのCU77系のCU77AE1を採用し、屋根上に冷房装置と冷房制御箱、床下に起動制御箱をそれぞれ搭載している。
また、冷房装置の搭載に伴い屋根が木製から鋼板張りの張上げ屋根に改造されて外観が変化している。また、室内も天井への風導の設置、床への床材塗布などをはじめとした内装の更新が実施されている。また、あわせて側面の編成端側の乗降扉の位置の304編成・305編成に合わせる形で後方へ移設して乗務員室扉との間に窓を1箇所設置している。なお、その後1994年には側面窓を下降窓から上段下降・下段上昇の2段窓に変更している。
主制御装置およびブレーキ装置の変更（303編成）
1999年には、前年に305編成に実施された主制御装置およびブレーキ装置の変更が303・304編成にも実施されており、主制御器を1000形1501・1502編成や2000形、10形、20形と同一で東洋電機製造製、電動カム軸制御式のACDF-M450-789A-Mに、ブレーキ装置を発電ブレーキ併用・電気指令式でE型中継弁を使用するナブコ（現ナブテスコ）製のHRD-1Dに変更している。なお、304・305編成同様主幹制御器のワンハンドル化はスペースの関係で実施されず、ツーハンドルのまま新品に交換されている。
その他（302・303編成）
1960年代中ごろには行先表示板が縦長のものから、500形502編成で採用された細長い横長のものに変更されている。また、同時期には雨樋が設置されている。
1971年から1973年にかけて300形に乗務員室扉および客室仕切壁を設置する改造が実施されており、302・303編成についてもこれを実施している。また、1970年代後半には側面窓枠のアルミサッシ化や戸袋窓のHゴム支持化や車外スピーカーの設置が実施されているほか、この頃までに改造後も一部に残っていた車体のリベットがなくなっている。
302編成は1980年頃、303編成は1979年に前照灯が前面上部から下部左右に移設されてシールドビーム2灯化され、あわせて尾灯が角型のものに交換されてその下部に設置されているほか、補助電源装置として出力3kVAの静止型インバータであるCG145-Aが搭載されている。
なお、303編成の補助電源装置は後に20形と同じ出力10kVAのRG-4032-A-Mに換装されているほか、電動空気圧縮機は1994年頃までにDH-16から、1000形1101編成以降で採用されたHB-1200Sに換装されている。
302編成は301編成と同様に近代化工事の施工対象外とされ、10形の導入による置き換えで1997年3月1日 - 3月31日にかけてさよならヘッドマークを付けて運転され、翌1998年に廃車となった。末期には改造を受けなかったことで残った古風な外観と内装から鉄道ファンの人気を集めた。廃車後は山梨県南巨摩郡のキャンプ場に引き取られ、編成ごと「江ノ電バンガロー」の名で利用されている。
303編成は元々大幅な改造工事が施工されたためと、冷房化により車体中央部が垂下してきていた。そのためか、2006年に入ると営業運転に入る回数が減り、同年下半期にはほとんど営業運転に入らず、時折極楽寺検車区の屋外に留置される程度になった。2007年9月22日に極楽寺検車区で開催された305編成とのツーショット撮影会を最後に運用を終了し、2008年3月末に廃車された。廃車後は後述の304編成と同手法により、新形式の新500形502編成に台車など一部機器が流用されている。なお、末期に営業線で使われなくなったのは、走行中にドアが開扉する重大事故を起こしてしまい、原因が判明する前に検査切れを迎えたことと、以前より新車代替の該当車だったためである。
303編成は303号車の先頭部が2009年3月31日より使用開始された江ノ島駅の待合室で保存され、6時から22時までの間に公開されている。

### 304編成 (304-354)

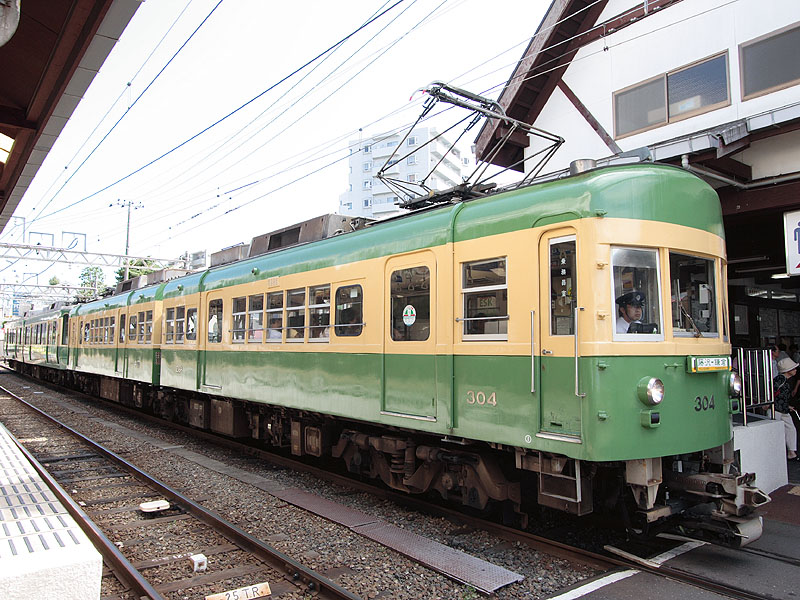
標準塗装 長谷駅 2005年

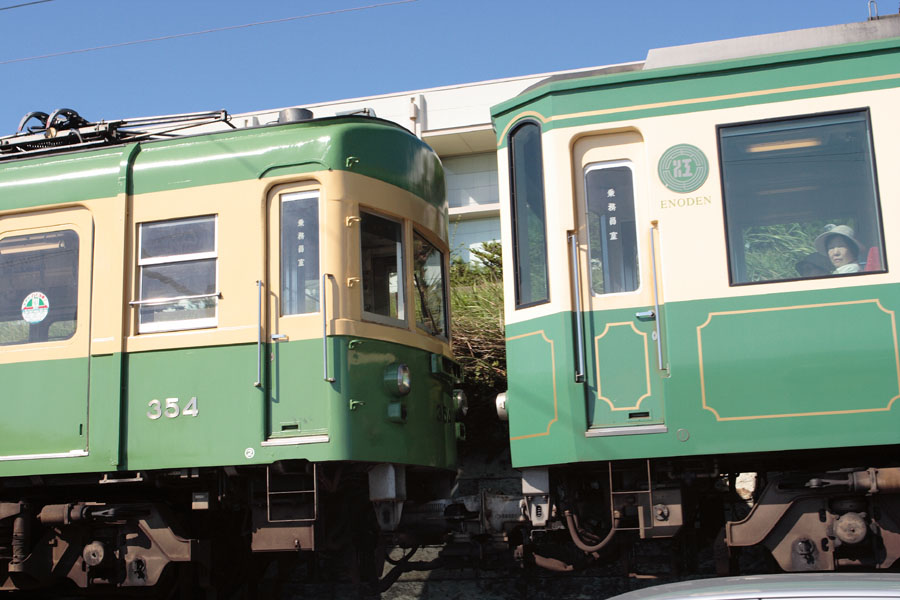
20形と連結する304編成の先頭部、稲村ヶ崎-七里ヶ浜間、2005年

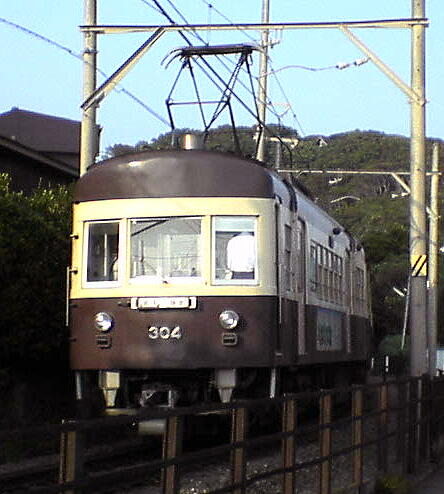
304編成チョコ電塗装、稲村ヶ崎駅、2005年

#### 概要
1958年に100形106-110号車のうち106・109号車を東横車輛電設で連接車に改造したもので、書類上は304編成が運行を開始した同年4月15日付で109号車が廃車届出されたため、106の車籍を継承した形になっている。106-110号車は1931年に新潟鐵工所で5両が製造されたもので、製造所の異なる101-104号車および105号車と類似の車体となっているが、車体幅・高さともに寸法が小さく、301・302・303編成は種車の車体をそのまま改造していたのに対し、304編成では台枠などを利用して車体を再構築している。また、台車は200形が使用していたブリル製の76E2を改造して使用しており、これに伴い200形の台車は106・109号車の新潟鐵工所製ボールドウィン系板台枠台車のNDE-1に交換されている。この台車は西武軌道の1922年汽車会社製木造車31・32号車が1934年に江ノ島電気鉄道の111・112号車となった際に装備していたものが、さまざまな経緯から200形に使用されるようになったものである。

#### 車体・走行装置
車体は台枠を残して一旦解体されて再構築されており、車体幅は種車の2156mmから2400mmに、車内幅は1956mmから2190mmに拡幅され、305編成と同様に台枠から車体が張り出した構造となっていることが特徴となっている。また、車体長は種車の11260mm（車端のバンパーを除く）から11437mmに若干延長されたほか、台車中心間距離を302・303編成と同じ8700mmとするために、車体端側の台車中心から編成端側車体端までの台枠長さが種車の3335mmから3050mmに短くなり、その分車体端側台車中心から連接側車体端までが長くなっている。また、車端部が低床台枠であったものが平床式に改造されているほか、屋根は木製から鋼製の張上げ屋根になり、車体高さは種車の2275mm（高床部）から2510mmに高くなっている一方で側窓高さは760mmと種車と同一で、ウィンドウ・シル/ウィンドウ・ヘッダー付となっている。
車体前面は中央窓が幅広の3枚窓構成で各窓はトロリーポール操作のため木製枠の下降窓となっており、前照灯は正面窓の上部に1基埋め込み式に設置され、正面の下部左右には角型の尾灯が、中央には縦長の行先表示板差しが設置されている。側面は窓扉配置d1D6D3で、乗降扉は幅920mmの片引戸、窓は戸袋窓は幅760mm、高さ760mmで木製枠の固定式、その他は下段上昇・上段固定式で木枠の二段窓で幅605mm、高さ760mmのものとなっている。
室内は乗降扉間と連結面寄にそれぞれ長さ4300mm、2266.5mmのロングシートを配置しており、座席定員は編成で60名、立席定員は90名である。また、運転室は中央部に運転台が設置された長さ915mmのもので、本編成から新たに乗務員室扉が設置されていたが、運転室と客室の間は中央部に簡単な仕切りが設置されるのみとなっている。
屋根上には両編成端に集電用のトロリーポールが、その他の部分にガーランド式の通風器が配置されている。
編成両端の連結器は他の編成と同じ小型の密着自動連結器であるが、本編成より輸送力増強のための連接車同士の重連運転の準備として正面に電気連結器の栓受と空気ホースを設置しており、304編成は正面車体下部に向かって左側に空気ホース、右側に電気連結器の配置で、後の305編成とは左右逆となっている。
主制御器はそれまでの編成と同じく抵抗制御式で東洋電機製造製のものであるが、302・303編成や500形のES-251Aから直列5段・並列4段の電動カム軸式間接自動制御のES-158Bに変更されており、主電動機は定格電圧600V 、出力56kWの東洋電機製TDK-31SP直流直巻整流子電動機を前後の台車に各2基ずつ計4基搭載し、駆動装置の歯車比を3.37として定格牽引力は19.2kN、定格速度は38.0km/hとなっており、定格出力と定格速度は300形中で最も高いものとなっている。また、ブレーキ装置は非常管併設電磁弁付き三管式通空気制動の電磁SME制動、電動空気圧縮機はDH-16を2基搭載している。
台車は前述のとおりブリル製で鋳鋼製台車枠の76E2を改造したもので、中間の付随台車を連接用に改造したほか、枕バネは重ね板バネからコイルバネ2本とオイルダンパの組合わせに、軸受はメタル軸受からコロ軸受にそれぞれ変更されている。固定軸距は1475mm、車輪径は840mmで、主電動機は動輪の外側に吊り掛け駆動方式で装荷されている。

#### 運行開始後
運行開始後にもさまざまな改造が実施されており、主なものは以下の通りで305編成に準じたものとなっており、詳細は同編成の各項を参照。
集電装置の変更
1964年2月から実施されたトロリーポールからZパンタグラフに換装に際し、304編成も編成両端のトロリーポールを撤去し、藤沢方車端部にこれを1基搭載している。その後、1961年2月から1973年5月14日にかけての100形を除くパンタグラフへの換装に際し、304編成も鎌倉方車端部にPT52を1基搭載してしばらく運行をし、その後藤沢方のZパンタグラフもPT52に変更している。また、1980年代にはこれをPT4313-B-Mに再度換装している。
重連運転の開始と連結器の変更
304編成は305編成とともに重連運転を想定して電気連結器と連結ホースを装備していたが、1971年6月21日からの連接車2編成での重連運転が開始に伴い、305編成とともに改めて連結器などの整備が行われており、簡易的な連結器は密着自動連結器から上吊式のNCB-6小型密着連結器に換装され、電気連結器と連結ホースが連結器横部に併設されたものとなっている。
その後、連結作業の省力化のためにD90密着連結器と96芯の電気連結器、自動解結装置、下受形の胴受への換装が1994年2月までに実施されている。なお、主制御装置およびブレーキ装置の違いにより、1000形以降の編成とは後述の主制御装置およびブレーキ装置の変更改造を実施するまでは連結することができず、従来通り300形、500形間での重連となっている。
駆動装置のカルダン式化と台車、主電動機の変更
1989年から1992年にかけて300形、500形のうち当時代替対象外であった編成に対して実施された台車および主電動機の更新工事を304編成についても1991年に実施している。この改造では、主電動機は定格出力50kWのTDK8005-Aに、駆動装置は同じくたわみ板中空軸平行カルダン駆動方式のKD110-A-Mに変更されており、台車は編成両端の動台車はTS-837に、連接・付随台車はTS-838に変更されている。
冷房装置の搭載と車体更新
上記の台車、駆動装置、主電動機の変更と同じ1991年に冷房装置の搭載と車体更新工事が施工されている。300形303・305編成で実施された冷房装置の搭載と同じく三菱電機製で容量24.4kWのCU77系のCU77AE1を採用し、屋根上に冷房装置と冷房制御箱、床下に起動制御箱をそれぞれ搭載している。
また、冷房装置の搭載に伴う天井への風導の設置、床への床材塗布などをはじめとした内装の更新が実施されている。
主制御装置およびブレーキ装置の変更
1999年には、前年に305編成に実施された主制御装置およびブレーキ装置の変更が303・304編成にも実施されており、主制御器を1000形1501・1502編成や2000形、10形、20形と同一で東洋電機製造製、電動カム軸制御式のACDF-M450-789A-Mに、ブレーキ装置を発電ブレーキ併用・電気指令式でE型中継弁を使用するナブコ（現ナブテスコ）製のHRD-1Dに変更している。なお、303・305編成同様主幹制御器のワンハンドル化はスペースの関係で実施されず、ツーハンドルのまま新品に交換されている。
その他
1960年代中ごろには行先表示板が縦長のものから、500形502編成で採用された細長い横長のものに変更されている。また、同時期には雨樋が設置されているが、当初は藤沢方の304号車にのみ設置されていた。
1971年から1973年にかけて300形に乗務員室扉および客室仕切壁を設置する改造が実施されており、当初より乗務員扉を設置していた304編成についてもこの際に仕切壁を設置している。
1980年に前照灯が前面上部から下部左右に移設されてシールドビーム2灯化され、あわせて尾灯が下部に移設されているほか、補助電源装置として出力3kVAの静止型インバータであるCG145-Aが搭載されている。なお、改造当初は上部の前照灯が非点灯ながら撤去されず外観上3灯の配置になっていたほか、補助電源装置は2001年に20形と同じ出力10kVAのRG-4032-A-Mに換装されている。また、同じ1980年頃には窓枠のアルミサッシ化、戸袋窓のHゴム支持化や車外スピーカーの設置が行われたほか、1986年頃には車体の補修によりウインドウ・ヘッダーが撤去されてウインドウ・シルのみとなっている。
電動空気圧縮機は1994年頃までにDH-16から、1000形1101編成以降で採用されたHB-1200Sに換装されている。
駆動装置更新の際に発生した旧台車3基のうち、電動台車2基は電装解除の上、黄色く塗装され検車区内の検修用仮台車となり、残る中間台車1基は元を辿れば米国ブリル型の希少な型式であったことから、アメリカ・カリフォルニア州のウエスタン鉄道博物館に譲渡されて保存されており、見学もできる。
2002年より往年の車体塗装とされる茶色とクリームの塗り分けに変更され、「チョコ電」の愛称が付与された。
その後、老朽化と塩害による台枠損傷が判明し、2004年9月頃から休車状態となり、2005年2月末から修理の上運用に復帰したものの、同年9月30日に廃車となった。9月4日から廃車までは、それまでのチョコ電カラーから現行の江ノ電カラーへと戻され運用された。車体は沿線住民からの譲渡要望もあったものの、前面のみを切断して極楽寺工場で保存し、残りは解体処分された。代替で新造された新500形501編成に台車などが流用されている。

### 306編成 (306-356)

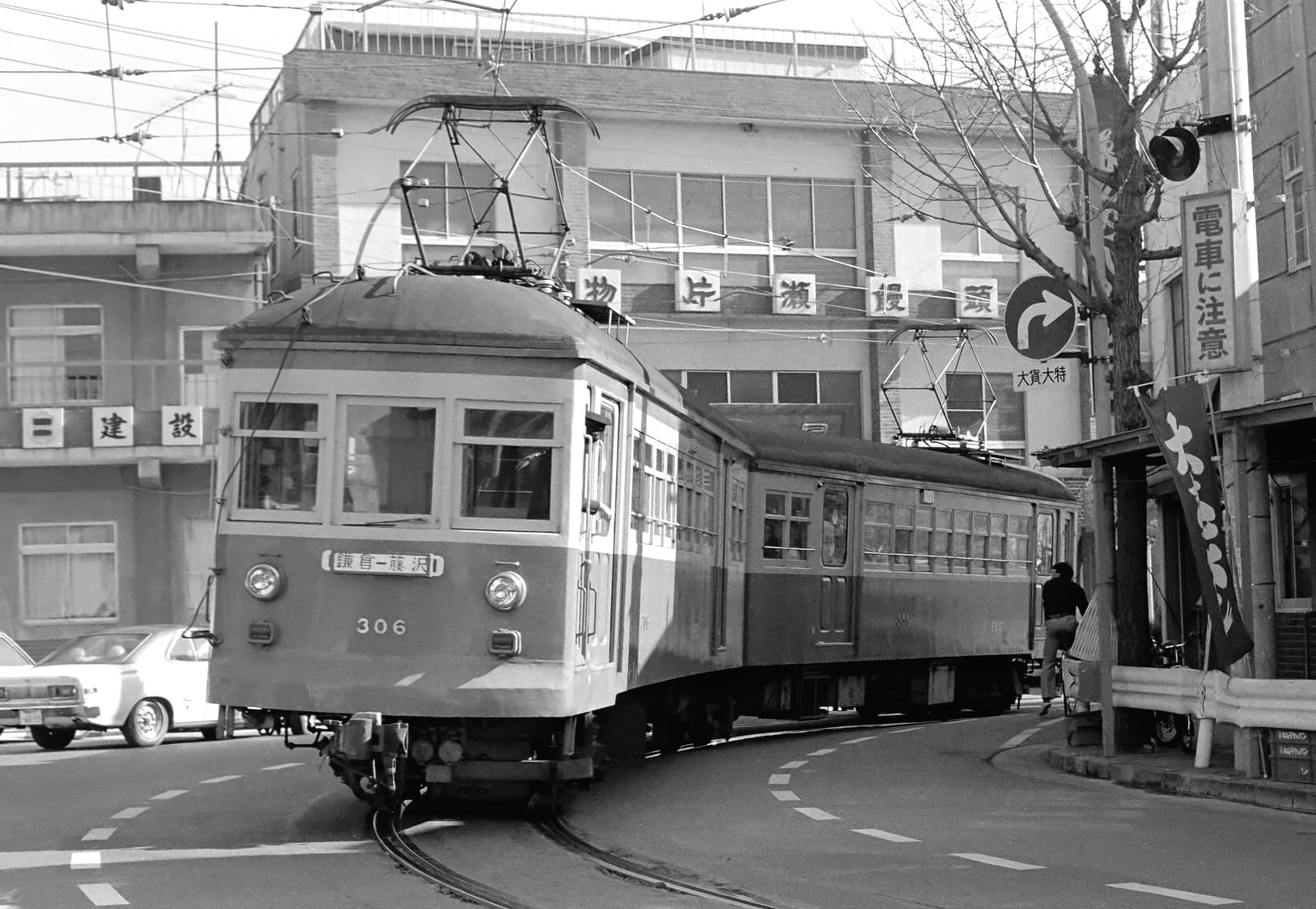
306編成、江ノ島 - 腰越間、1979年12月16日

#### 概要
1956年に元東京都電150・170形の車体を持つ112・202号車を連結車化改造した200形を連接車に再改造したものである。連結車は収容力が大きい一方で、当線の急曲線に対して、連結部の偏軌も大きくなるなど不都合があり、301編成以降の連接車の好結果を踏まえて1968年に連接車へ改造され、12月5日に修拔式を執り行い、同日から運行されている。
車体は301編成と同じく王子電気軌道200形から承継したもので、306号車は田中車輛製で後に東京都電150形のもので301・351号車と同形式、356号車のものは川崎車輛製の170形のものとなっている。台車については前述のとおり1958年に304編成が改造された際に交換した、106・109号車が装備していた新潟鐵工所製ボールドウィン系板台枠台車のNDE-1を使用している。
車体のルーツがほとんど同じ301編成と同様に前面にバンパーが残っているが、改造時期の違いからドアが拡大されるなど形態は異なる。また本形式で唯一登場時から前照灯は窓下に2灯設置され、木製屋根のままである一方でノーシル・ノーヘッダーに方向幕の設置や、前面の塗り分けをいわゆる“金太郎の腹掛け”にするなど本編成のみに見られる特徴も少なくなかったが、方向幕は藤沢駅・鎌倉駅での短い折り返し時間の間に表示を変更するのは不便であるとして、方向幕は撤去して方向板受けが新設され、「金太郎」塗装も廃された。なお、306編成306・356号車の車体はもとは同じ王子電気軌道200形のものであるが、製造メーカーが違っていたことから、2両で窓寸法および屋根高さに差異があり、連接部の屋根が両車で段違いになっている。

#### 車体・走行装置
車体の改造は301編成に準じたものとなっており貫通化された連接面側が主となっている。片側の車体端部は運転室を撤去して貫通路付の切妻式の連接側妻面とし、乗降扉を側面窓1箇所分車体中央寄りに移設して車端側に側窓1箇所を設けるとともに扉の開く方向も運転室側から客室側に変更し、また、客室側の窓1箇所分のスペースを用いて扉および戸袋を拡幅している。また、この部分の台枠は低床式であったものから平坦な構造に変更となり、端部に端梁を設置して球面心皿と側受を取付けている。また、運転室側においても低床式であった床面を嵩上げするとともに、乗降扉の開く方向を運転室側から客室側に変更し、客室側の窓1箇所分のスペースを用いて扉および戸袋を拡幅するとともに運転室横の窓を幅の狭い下降窓に変更している。これらの改造結果、側面の窓扉配置は200形の1D11D1から1D8D2となっているほか、車体のウィンドウ・シル、ウィンドウ・ヘッダーやリベットなどが撤去されて平滑な車体側面・前面となっている。
車体前面は各窓同じ幅で中央は固定窓、左右は下段上昇式の2段窓となって木製枠の3枚窓構成で、正面下部にはバンパーが、その上部左右に丸型シールドビームの前照灯と角型の尾灯が、中央の窓上部には手動式の方向幕縦長が設置されており、幕板幅の狭い356号車はこの窓の高さが若干低いものとなっている。側面は乗降扉は200形の幅790mmから1100に拡幅された片引戸、窓は戸袋窓は固定式でその他は木枠で下段上昇式の2段窓であるが、これは東京都電から江ノ島鎌倉観光に譲渡された際に改造されたものであり、下降窓のままの301編成とは異なるものとなっている。
室内は乗降扉間と連結面寄にロングシートを配置しており、座席定員は編成で64名、立席定員は88名である。また、運転室は中央部に運転台が設置されたもので、運転室と客室の間は中央部に簡単な仕切りが設置されるのみとなっている。
屋根上は藤沢方の306号車の編成端に集電用のZパンタグラフが設置されるのみで、通風器は設置されていない。また、編成両端の連結器は200形時から引続きの小型の密着自動連結器が設置されているが、導入当初は連結運転は実施されておらず、予備的なものであった。
主制御器は301・302・303編成や500形と同じ抵抗制御式、東洋電機製造製のES-251Aを搭載しており、主電動機は定格電圧600V、出力37.3kWの東洋電機製造製TDK-516C直流直巻整流子電動機を前後の台車に各2基ずつ計4基搭載し、駆動装置の歯車比を3.42として定格牽引力は11.6kN、定格速度は27.0km/hとなっている。また、ブレーキ装置は非常管併設電磁弁付き三管式通空気制動の電磁SME制動、電動空気圧縮機はCP-27を2基搭載している。
台車は種車の新潟鐵工所製のボールドウィン系で板台枠のものを改造したもので、中間の付随台車を連接用に改造したほか、この連接台車のみ枕バネを重ね板バネからコイルバネ2本とオイルダンパの組合わせに変更しているが、端台車も含め軸受はメタル軸受のままとされている。固定軸距は1375mm、車輪径は762mmで、主電動機は動輪の外側に吊り掛け駆動方式で装荷されている。

#### 運行開始後
運行開始後にいくつかの改造が実施されているが、306編成は改造が1968年と他の編成より遅かったことと、1980年代後半以降は将来の廃車対象となってその後の改良工事が実施されていないため、他編成より改造事項は少ない。なお、主なものは305編成に準じたものとなっており、詳細は同編成の各項を参照。
集電装置の変更
1961年2月から1973年5月14日にかけての100形を除くパンタグラフへの換装に際し、306編成も鎌倉方車端部にPT52を1基搭載してしばらく運行をし、その後藤沢方のZパンタグラフもPT52に変更している。また、1980年代にはこれをPT4313-B-Mに再度換装している。
重連運転の開始と連結器の変更
1971年6月21日からの連接車2編成での重連運転が開始に伴い、簡易的な連結器は密着自動連結器から上吊式のNCB-6小型密着連結器に換装され、電気連結器と連結ホースが連結器横部に併設されたものとなっている。
その他
1971年から1973年にかけて300形に乗務員室扉および客室仕切壁を設置する改造が実施されており、306編成についてもこれを実施している。同時期には正面上部の方向幕を撤去し、他の編成と同じ細長い横長の行先表示板に変更されており、356号車の正面中央の窓が左右の窓と同じ高さに改造されている。また、1970年代後半には車外スピーカーの設置が、1980年代には側面窓枠のアルミサッシ化や戸袋窓のHゴム支持化、車外スピーカーの設置が実施されている。
2000形2002編成に置き換えられる形で、本系式では最も早い1991年に廃車された。度重なる改造による車体劣化がその一因とも考えられている。

## 主要諸元
| 編成                | 編成                | 301編成                  | 302編成 303編成          | 304編成                  | 305編成                  | 306編成                  |
| ------------------- | ------------------- | ------------------------ | ------------------------ | ------------------------ | ------------------------ | ------------------------ |
| 車号                | 車号                | 301-351                  | 302-352 303-353          | 304-354                  | 305-355                  | 306-356                  |
| 軌間                | 軌間                | 1067mm                   | 1067mm                   | 1067mm                   | 1067mm                   | 1067mm                   |
| 電化方式            | 電化方式            | 直流600V架空線式         | 直流600V架空線式         | 直流600V架空線式         | 直流600V架空線式         | 直流600V架空線式         |
| 車軸配置            | 車軸配置            | (1A)'Bo'(A1)'            | Bo'2'Bo'                 | Bo'2'Bo'                 | Bo'2'Bo'                 | Bo'2'Bo'                 |
| 全長                | 全長                | 24814mm                  | 24450mm                  | 24100mm                  | 24100mm                  | 24976mm                  |
| 全幅                | 全幅                | 2400mm                   | 2426mm                   | 2540mm                   | 2500mm                   | 2400mm                   |
| 車体幅              | 車体幅              | 2248mm                   | 2336mm                   | 2400mm                   | 2400mm                   | 2248mm 2222mm            |
| 全高                | 全高                | 3910mm                   | 2850mm                   | 3790mm                   | 3810mm                   | 3840mm                   |
| 屋根高              | 屋根高              | mm                       | 3446mm                   | 3390mm                   | 3410mm                   | mm                       |
| 床面高              | 床面高              | 1015mm                   | 970mm                    | 1080mm                   | 1100mm                   | 1001mm                   |
| 台車中心間距離      | 台車中心間距離      | 8900mm×2                 | 8700m×2                  | 8700m×2                  | 8700m×2                  | 8900mm×2                 |
| 固定軸距            | 固定軸距            | 1473mm                   | 1375m                    | 1475mm                   | 1500mm                   | 1370mm                   |
| 車輪径              | 車輪径              | 838mm                    | 762mm                    | 840mm                    | 840mm                    | 762mm                    |
| 自重                | 自重                | 39.0t                    | 38.4t                    | 38.0t                    | 38.6t                    | 38.0t                    |
| 定員(うち座席)      | 定員(うち座席)      | 150(68)名                | 150(72)名                | 150(60)名                | 150(72)名                | 152名                    |
| 主制御装置          | 方式                | 電動カム軸式抵抗制御方式 | 電動カム軸式抵抗制御方式 | 電動カム軸式抵抗制御方式 | 電動カム軸式抵抗制御方式 | 電動カム軸式抵抗制御方式 |
| 主制御装置          | 形式                | ES-251A                  | ES-251A                  | ES-158-B                 | ES-158-B                 | ES-251A                  |
| 主電動機            | 方式                | 直流直巻整流子電動機     | 直流直巻整流子電動機     | 直流直巻整流子電動機     | 直流直巻整流子電動機     | 直流直巻整流子電動機     |
| 主電動機            | 形式                | SE-118B                  | MB-86B                   | TDK-31SP                 | TDK-31SM                 | TDK-516C                 |
| 主電動機            | 定格出力×台数       | 42.3kW×4                 | 37.3kW×4                 | 56.0kW×4                 | 48.5kW×4                 | 37.3kW×4                 |
| 駆動装置            | 方式                | 吊り掛け式駆動方式       | 吊り掛け式駆動方式       | 吊り掛け式駆動方式       | 吊り掛け式駆動方式       | 吊り掛け式駆動方式       |
| 駆動装置            | 歯車比              | 5.53                     | 3.88                     | 3.375                    | 3.375                    | 3.42                     |
| 性能                | 全負荷時牽引力      | 22.7kN                   | 21.0kN                   | 19.2kN                   | 18.8kN                   | 23.1kN                   |
| 性能                | 全負荷時速度        | 25.7km/h                 | 26.0km/h                 | 38.0km/h                 | 36.0km/h                 | 27.0km/h                 |
| 空気ブレーキ方式    | 空気ブレーキ方式    | 急動弁付電磁SME          | 急動弁付電磁SME          | 急動弁付電磁SME          | 急動弁付電磁SME          | 急動弁付電磁SME          |
| 電動空気圧縮機×台数 | 電動空気圧縮機×台数 | CP-27×2                  | DH-16×2                  | DH-16×2                  | DH-16×2                  | CP-27×2                  |
| 1. 2. 3. 4.         |                     |                          |                          |                          |                          |                          |

| 編成                | 編成                | 303編成                               | 304編成                               | 305編成                               |
| ------------------- | ------------------- | ------------------------------------- | ------------------------------------- | ------------------------------------- |
| 車号                | 車号                | 303-353                               | 304-354                               | 305-355                               |
| 軌間                | 軌間                | 1067mm                                | 1067mm                                | 1067mm                                |
| 電化方式            | 電化方式            | 直流600V架空線式                      | 直流600V架空線式                      | 直流600V架空線式                      |
| 車軸配置            | 車軸配置            | Bo'2'Bo'                              | Bo'2'Bo'                              | Bo'2'Bo'                              |
| 全長                | 全長                | 24450mm                               | 24100mm                               | 24100mm                               |
| 全幅                | 全幅                | 2426mm                                | 2540mm                                | 2500mm                                |
| 車体幅              | 車体幅              | 2336mm                                | 2400mm                                | 2400mm                                |
| 全高                | 全高                | 3975mm                                | 3910mm                                | 3910mm                                |
| 屋根高              | 屋根高              | 3475mm                                | 3410mm                                | 3410mm                                |
| 床面高              | 床面高              | 1100mm                                | 1100mm                                | 1100mm                                |
| 台車中心間距離      | 台車中心間距離      | 8700m×2                               | 8700m×2                               | 8700m×2                               |
| 固定軸距            | 固定軸距            | 1650mm                                | 1650mm                                | 1650mm                                |
| 車輪径              | 車輪径              | 860mm                                 | 860mm                                 | 860mm                                 |
| 台車形式            | 台車形式            | TS-837（端台車）/TS-838（連接台車）   | TS-837（端台車）/TS-838（連接台車）   | TS-837（端台車）/TS-838（連接台車）   |
| 自重                | 自重                | 41.4t                                 | 41.0t                                 | 41.6t                                 |
| 定員(うち座席)      | 定員(うち座席)      | 148(84)名                             | 150(60)名                             | 150(72)名                             |
| 主制御装置          | 方式                | 電動カム軸式抵抗制御方式弱界磁制御付  | 電動カム軸式抵抗制御方式弱界磁制御付  | 電動カム軸式抵抗制御方式弱界磁制御付  |
| 主制御装置          | 形式                | ACDF-M450-789A-M                      | ACDF-M450-789A-M                      | ACDF-M450-789A-M                      |
| 主電動機            | 方式                | 直流直巻整流子電動機                  | 直流直巻整流子電動機                  | 直流直巻整流子電動機                  |
| 主電動機            | 形式                | TDK8005-A                             | TDK8005-A                             | TDK8005-A                             |
| 主電動機            | 定格出力×台数       | 50.0kW×4                              | 50.0kW×4                              | 50.0kW×4                              |
| 駆動装置            | 方式                | たわみ板中空軸平行カルダン駆動方式    | たわみ板中空軸平行カルダン駆動方式    | たわみ板中空軸平行カルダン駆動方式    |
| 駆動装置            | 形式                | KD110-A-M                             | KD110-A-M                             | KD110-A-M                             |
| 駆動装置            | 歯車比              | 6.31                                  | 6.31                                  | 6.31                                  |
| ブレーキ装置        | 方式                | 全電気指令式空気ブレーキ/発電ブレーキ | 全電気指令式空気ブレーキ/発電ブレーキ | 全電気指令式空気ブレーキ/発電ブレーキ |
| ブレーキ装置        | 空気ブレーキ形式    | HRD-1D                                | HRD-1D                                | HRD-1D                                |
| 補助電源装置        | 補助電源装置        | CG145-A                               | RG4032-A-M                            | RG4032-A-M                            |
| 電動空気圧縮機×台数 | 電動空気圧縮機×台数 | HB1200S×1                             | HB1200S×1                             | HB1200S×1                             |
| 冷房装置            | 冷房装置            | CU77AE1                               | CU77AE1                               | CU77AE1                               |
| 1.                  |                     |                                       |                                       |                                       |

## 付記
長い間自動放送装置を搭載していなかったが、その当時でも4両運転時に進行方向後ろ側に自動放送装置を搭載した他形式の車両が連結された際には自動放送が流れていた。反対に自動放送を装備している車両でも後方の車両が本形式の場合、車掌による肉声での放送しかできない状況が続いていたが、305編成は2008年に新500形同様の英語放送付きの自動放送装置が搭載されて解消された。またこれにより江ノ電はすべての編成への自動放送装置の設置が完了した。
過去には他形式と同様全面広告車としてもしばしば利用された。特にサンオイルの広告塗装として車体全体が金色に塗られたことは特筆される。2008年現在、在籍する305編成は淡緑とクリームの在来標準色である。
303編成は、2002年に三菱電機の携帯電話・D504iのテレビCMに登場していた。
当初は2車体に1番号を付与していたが、1960年の運輸省の通達を受けて305編成から305および355の1車体1番号とし、既存の301 - 304についても1車体1番号に改番している。

## 運用
2024年現在は305編成が唯一在籍する。運用は他形式と共通であり、4両編成で運転する場合は他形式と連結して運用に入っている。